# Oudsbergen
Oudsbergen est une commune néerlandophone de Belgique située en Région flamande dans la province de Limbourg. Elle est créée au 1er janvier 2019, à la suite de la fusion entre Opglabbeek et Meeuwen-Gruitrode.
Cette fusion est la seule de la série 2019 qui a impliqué également une modification d'arrondissements: Opglabbeek appartenait à l’arrondissement de Hasselt, mais la commune fusionnée appartiendra, tout comme Meeuwen-Gruitrode, à l’arrondissement de Maaseik.

## Sections de la commune
| # | Section      | Superf. (km²) | Habitants (2020) | Habitants par km² | Code INS |
| - | ------------ | ------------- | ---------------- | ----------------- | -------- |
| 1 | Opglabbeek   | 25,06         | 10.464           | 418               | 71047A   |
| 2 | Meeuwen      | 32,54         | 5.721            | 176               | 72040A   |
| 3 | Wijshagen    | 13,13         | 1.642            | 125               | 72040B   |
| 4 | Ellikom      | 5,79          | 1.198            | 207               | 72040C   |
| 5 | Gruitrode    | 36,88         | 3.694            | 100               | 72040D   |
| 6 | Neerglabbeek | 2,97          | 889              | 300               | 72040E   |

## Politique et administration

### Liste des bourgmestres successifs
| Portrait                                                           | Identité                               | Période            | Période        | Durée                     | Étiquette                       |
| Portrait                                                           | Identité                               | Début              | Fin            | Durée                     | Étiquette                       |
| ------------------------------------------------------------------ | -------------------------------------- | ------------------ | -------------- | ------------------------- | ------------------------------- |
| Lode Ceyssens                                                      | Lode Ceyssens (né le 13 mars 1972)     | 1er janvier 2019   | septembre 2021 | 2 ans et 8 mois           | Christen-Democratisch en Vlaams |
| Pas de portrait sous licence libre disponible pour Marco Goossens. | Marco Goossens (d) (né le 25 mai 1984) | 1er septembre 2021 | En cours       | 3 ans, 9 mois et 24 jours | Christen-Democratisch en Vlaams |

## Héraldique
Cette nouvelle commune ne possède pas encore de blason. Sont reprises ci-dessous les descriptions des blasons des communes fusionnées.
|  | La commune possédait des armoiries qui lui avaient été octroyées le 20 juillet 1989. Elles étaient inspirées des armoiries de Gruitrode auxquelles s’ajoutent un pli bleu et la lettre M. Gruitrode et Meeuwen appartenaient autrefois au Comté de Looz. Gruitrode utilisa comme armoiries une lettre G en argent sur les armoiries de Looz. Meeuwen n'avait pas ses propres armoiries mais utilisait historiquement un sceau avec les armoiries de Looz et une courbure bleue. Ce sceau est connu à partir du XVe siècle. Les deux dessins ont donc été combinés et pour la symétrie, une lettre M a été ajoutée en chef. Blasonnement : burelé de gueules et d’or de dix pièces à une étroite bande d'azur inclinée sur tout, accompagnée en haut de la lettre majuscule M et en bas de la lettre majuscule G, toutes deux d'argent. (Traduction libre) Source du blasonnement : Heraldy of the World. |

|  | La commune possédait des armoiries qui lui avaient été octroyées le 23 août 1909 et à nouveau le 13 octobre 1993. Elles apparaissent pour la première fois sur le sceau du XVIIe siècle du village et n’ont pas changé depuis. La signification de ces armoiries n'est pas connue. Blasonnement : Dargent à une barre de sable noueuse et accompagnée de deux bandes d'azur obliques ondulées. (Traduction libre) Source du blasonnement : Heraldy of the World. |

## Évolution démographique de la commune fusionnée
Graphe de l'évolution de la population de la commune. Les données ci-après intègrent les anciennes communes dans les données avant la fusion en 1977 et 2019.
- Source : DGS - Remarque: 1831 jusqu'à 1981=recensement; depuis 1990=nombre d'habitants chaque 1er janvier[4]